# Une nana au poil
Pour plus de détails, voir Fiche technique et Distribution.
Une nana au poil ou Miss Populaire au Québec et en Belgique (The Hot Chick) est un film américain réalisé par Tom Brady en 2002.

## Synopsis
Jessica est une lycéenne qui aime sa vie. Elle est jolie, populaire, sort avec le plus beau garçon du lycée et rêve d'être la reine du bal de fin d'année.
Un jour, alors qu'elle est au centre commercial avec ses copines, elle dérobe des boucles d'oreilles dans une boutique d'antiquité africaine. En rentrant chez elle, elle fait une halte dans une station service et tombe sur Clive Maxton, petit criminel minable, qui vient de braquer la station. Après avoir pris ce dernier pour un employé et l'avoir humilié, sans s'en être rendue compte, Jessica perd une des deux boucles d'oreilles, que Clive retrouve aussitôt et compte bien garder comme compensation. L'un comme l'autre sont loin d'imaginer que ces boucles d'oreilles vont complètement les changer.

## Fiche technique
- Titre français : Une nana au poil
- Titre québécois : Miss populaire
- Titre original : The Hot Chick
- Réalisateur : Tom Brady
- Scénario : Tom Brady et Rob Schneider
- Production : Carr D'Angelo et John Schneider
- Musique : John Debney
- Image : Tim Suhrstedt (en)
- Montage : Peck Prior
- Sociétés de production : Happy Madison Productions, Touchstone Pictures et Walt Disney Pictures
- Pays :  États-Unis
- Langue : anglais
- Genre : comédie, fantastique
- Date de sortie : 13 décembre 2002 (États-Unis), 2 juillet 2004 (France, DVD)

## Distribution
- Rob Schneider (VF : Éric Legrand ; VQ : François Godin) : Clive Maxtone / Jessica Spencer / Taquito
- Anna Faris (VF : Valérie Siclay ; VQ : Christine Bellier) : April
- Rachel McAdams (VF : Sybille Tureau ; VQ : Geneviève Désilets) : Jessica Spencer / Clive Maxtone
- Matthew Lawrence (VF : Adrien Antoine ; VQ : Gilbert Lachance) : Billy
- Eric Christian Olsen (VF : Fabrice Josso ; VQ : Nicolas Charbonneaux-Collombet) : Jake
- Michael O'Keefe (VF : Gérard Surugue ; VQ : Pierre Chagnon) : Richie Spencer
- Melora Hardin (VF : Céline Monsarrat ; VQ : Natalie Hamel-Roy) : Carol Spencer
- Alexandra Holden (VQ : Isabelle Leyrolles) : Lulu
- Maritza Murray (VF : Kelvine Dumour ; VQ : Line Boucher) : Keecia
- Sam Doumit : Eden
- Megan Kuhlmann : Hildenburg
- Leila Kenzle : Julie
- Robert Davi (VF : Jean Barney ; VQ : Vincent Davy) : Stan
- Lee Garlington (VF : Josiane Pinson) : Marjorie Bernard
- Jodi Long : la mère de Keecia
- Angie Stone (VF : Élisabeth Wiener) : Madame Mambuza
- Adam Sandler (VF : Jérôme Pauwels ; VQ : Alain Zouvi) : le joueur de bongo (non crédité)
- Maria-Elena Laas : Bianca
- Matt Weinberg : Booger Spencer
- Dick Gregory (VF : Robert Liensol) : l'homme-pipi
- Fay Hauser : Mme Thomas
- Tia Mowry (VQ : Éveline Gélinas) : Venetia
- Tamera Mowry (VQ : Éveline Gélinas) : Sissy
- Bob Rubin (VF : Philippe Catoire) : le garde du corps des danseuses
- Ashlee Simpson : Monique

## Autour du film
- Le film n'est pas sorti en salles en France, mais directement en DVD.
- Le joueur de bongo interprété par Adam Sandler est directement inspiré d'un personnage interprété par Rob Schneider dans le Saturday Night Live.
- La mère de Rob Schneider joue le rôle d'une des juges lors du concours de pom-pom girls.
- Rob Schneider fut nommé pire acteur de la décennie au Razzie Awards 2009 pour ce film avec sept autres films.
- Ce film fait référence à Volte-face où dans le même film John Travolta incarne Sean Archer/Castor Troy et Nicolas Cage incarne Castor Troy/Sean Archer. Dans une nana au poil Rob Schneider incarne Clive Maxtone/Jessica Spencer et Rachel McAdams incarne Jessica Spencer/Clive Maxtone. En gros les 2 acteurs principaux incarnent le rôle l'un à l'autre.